# ريتشارد فاغنر (روائي)
ريتشارد فاغنر (بالألمانية: Richard Wagner)‏‏ (10 أبريل 1952 - 14 مارس 2023) روائي، وشاعر، وكاتب مقالات، وعالم الإنجليزية، وكاتب قصص قصيرة، وصحفي الرأي، وكاتب من ألمانيا.

## الجوائز
- جائزة اللغة الألمانية  [لغات أخرى]‏
- صليب وسام الاستحقاق من جمهورية ألمانيا الاتحادية
- جائزة ليونس ولينا [الإنجليزية]‏

## روابط خارجية
- ريتشارد فاغنر على موقع مونزينجر (الألمانية)